# Адам Нейман
Адам Нейман (івр. אדם נוימן; 1979 року народження) — бізнесмен ізраїльсько-американського проходження, мільярдер. У 2010 році він заснував WeWork разом з Мігелем МакКелві.
Нейман — колишній морський офіцер, народився в Ізраїлі. Компанія, яку він заснував у в 2010 році, надає в оренду офіси для стартапів та для великого кола підприємців.
Зараз вона обслуговує 54 приміщення в США, Європі та Ізраїлі — вдвічі більше, ніж в кінці 2014 року. Креативний простір WeWork отримав 400 млн доларів інвестицій від JP Morgan і інших великих інвесторів. Вартість компанії оцінюється в 10 мільярдів доларів.

## Раннє Життя
Мати Неймана — лікар. Адам ріс без батька. У дитинстві Нейман і його сім'я (мати і сестра) переїхали з Індіанополіса, США до Ізраїлю. Адам Нейман, закінчивши школу і університет, поступив в армію — і прослужив на флоті п'ять років.
Сестра Адама Неймана Аді Нейман тим часом завоювала титул Miss Teen Israel і поїхала в США продовжувати свою кар'єру моделі. Адам пішов за нею. У наступні шість років він був фінансовим агентом своєї сестри. У той же час Нейман навчався бізнесу, відвідував різні курси і намагався запустити власну справу — деякий час він займався продажем дитячих комбінезонів з вшитими в них «наколінниками», а пізніше відкрив онлайн-магазин дитячого одягу для багатих людей.
Майбутні співзасновники WeWork познайомилися на вечірці. Нейман домовився з МакКелві, що той спроектує для нього новий офіс. Пізніше між майбутніми стартаперам зав'язалася дружба. У січні 2008 року Адаму Нейману довелося почати здавати робоче місце в своєму офісі, щоб скоротити витрати. Тоді підприємці вперше задумалися про те, щоб запустити власний проект.
Через кілька тижнів господар квартири, яку знімав Нейман, показав тому порожню будівлю, яку він щойно придбав, і поділився з ним своїми планами про здачу приміщень під офісний простір. Він збирався працювати по традиційній моделі — пропонувати певну площу за певну ціну.
Адам Нейман відразу ж запропонував орендарю здати один з поверхів йому. Йому прийшла ідея розбити його на невеликі простори і здавати кожен за фіксовану ціну. Своєю ідеєю Нейман поділився з МакКелві.
Нейман продовжував розвивати свій основний бізнес — продаж дитячих товарів. У цьому йому допомагала дружина Неймана, Ревекка Пелтроу. Офіс був майже готовий до здачі клієнтам, але тут настала криза 2008 року, економіка країни, як пише Forbes, звалилася.
Власник будівлі сказав: «Я не серджуся на вас, хлопці, але цьому бізнесу кінець. Ніхто не буде орендувати офіс в умовах економічного занепаду».
«Все сталося рівно навпаки». Офісний простір заповнився клієнтами. Green Desk, зазначає Forbes, не був схожий на WeWork — в ньому не було загальних відкритих просторів, не було спеціальних кімнат для програмування, про які мріяли творці. Щоб досягти світової впізнаваності, вважали вони, потрібно було вкласти більше коштів у проектування робочих просторів, в забезпечення клієнтів різними бонусами.
Бачення орендаря відрізнялося від задумів Неймана і МакКелві, і в підсумку підприємці продали йому Green Desk за $ 3 млн. $ 300 тисяч він виплатив відразу ж, а решту коштів був зобов'язаний перераховувати протягом наступних двох років. Зараз Green Desk належить сім офісних просторів в Нью-Йорку.
Всі кошти, які стартапери отримали від орендаря, вони відразу ж направили на оренду нового приміщення. Адам Нейман купив своїм ізраїльським друзям квитки в Нью-Йорк. Два тижні вони працювали над оформленням нового робочого простору.
«Вони думали, що летять відпочивати, а в підсумку працювали цілодобово»
розповідає Нейман виданню Forbes. У лютому 2009 року Нейман і МакКелві запустили WeWork. Вже через рік, в лютому 2010 року, стартап отримав перший прибуток.

## Wework. Історія та заснування
WeWork — це мережа коворкінг-центрів зі штаб-квартирою в Нью-Йорку, заснована в 2010 році, яка забезпечує робочим простором, технологіями та послугами підприємців, фрілансерів, стартаперів та власників малого бізнесу.
В травні 2008, Адам Нейман та Мішель МкКелві заснували компанію GreenDesk, екологічно чистий кооперативний простір" у Брукліні. В 2010, Нейман та МкКелві продали цей бізнес та зоорганізували новий проект WeWork з його першими офісами а Нью-Йорку в районі SoHo . У 2014, WeWork був визнаний «найшвидшим лізингоотримувачем нових офісних будівель в Нью-Йорку» і був на шляху стати «найшвидшим лізингоотримувачем нового простору в Америці».
Членами WeWork є такі стартапи, як Consumr, HackHands, Whole Whale, Follow, Turf, Fitocracy, Reddit і New York Tech Meetup.
У 2011 році PepsiCo відправила декілька співробітників у SoHo WeWork, який виступив консультантами для невеликих компаній-учасниць WeWork. The first WeWork Labs opened in New York's SoHo in April 2011. WeWork Labs functions as a startup incubator within WeWork.
Компанія являє собою відкрите робоче середовище з метою заохочення співпраці між членами колективів, бізнесів та незнайомих людей
WeWork інвесторами з 2014 року були J.P. Morgan Chase & Co,  T. Rowe Price Associates, Wellington Management, Goldman Sachs Group, Harvard Corp. Benchmark (venture capital firm), і Мортімера Зукермана, колишній генеральний директор Boston Properties. Станом на січень 2015 року WeWork мав 51 coworking місць в США, Європі та Ізраїлі — вдвічі більше, ніж у кінці 2014 року і мав плани розширюватися, щоб до 2017 року бути присутнім на всіх континентах (крім Антарктиди)
1 червня 2015 року WeWork оголосив, що Арті Мінсое, колишній фінансовий директор Time Warner Cable, приєднається до компанії як президент та головний операційний директор.
WeWork був згаданий серед «найбільш інноваційних компаній» 2015 року Fast Company magazine.
9 березня 2016 року було оголошено, що WeWork заробив $ 430 млн. У новий раунд фінансування Legend Holdings та Hony Capital Ltd., компанію було оцінено на суму 16 млрд. доларів.
Станом на жовтень 2016 р. компанія збільшила приватний капітал на 1,7 млрд доларів.
У жовтні 2016 року компанія оголосила про плани відкрити місця для робіт в районі  Кембриджі / Бостон. WeWork відкрила офіси в Бостоні Leather District і  Форт Пойнт в 2014 році і має плани для відкриття більшого офісу у бостонському районі  Бек-Бей. Перший офіс Кембриджу буде знаходитися на  Центральній площі і матиме місце для 550 столів.
30 січня 2017 року The Wall Street Journal писав, що «SoftBank Group Corp. зважує інвестиції на суму понад 1 мільярд доларів у загальноосвітні компанії» WeWork Cos.
У квітні 2017 року WeWork запустив інтернет-магазин послуг та програмного забезпечення для своїх членів.
Компанія також почала пропонувати заняття з фітнесом у ряді своїх місць та відкриває тренажерний зал у Нью-Йорку.
У липні 2017 року, після інвестиційного раунду, оцінка компанії склала 20 мільярдів доларів.
Пізніше того ж місяця було оголошено, що WeWork буде надзвичайно розширюватися в Китаї, і SoftBank, Hony Capital виділять 500 млн доларів та до цього проекту докладуться інші кредитори, щоб створити окрему організацію під назвою WeWork China.
У вересні 2017 року WeWork розширився на Південно-Східну Азію через придбання SpaceMob в Сінгапурі, і він виділив бюджет на суму 500 мільйонів доларів для зростання в Південно-Східній Азії, де проживає понад 600 мільйонів людей.
13 жовтня 2017 р. Компанія оголосила про придбання Flatiron School
Наприкінці жовтня 2017 року WeWork купив Lord & Taylor будівлю на П'ятій авеню в центрі Манхеттена з Hudson's Bay Company за 850 мільйонів доларів.
У березні 2018 року SEC filings зазначив, що WeWork заробили понад 400 мільйонів доларів разом з фондом прямих інвестицій Rhone Group, щоб заснувати фонд безпосередньо для придбання нерухомості.
У квітні документи, подані компанією спільно з планом зібрання 500 мільйонів доларів через випуск облігацій з високими доходами, показали, що доходи компанії зросли в 2017 році, але витрати зростали швидше ніж доходи, тому компанія заборгувала 18 мільярдів доларів.
Нейман і його команда перетворили WeWork, який був заснований у 2010 році як невелика платформа для коворкінг-просторів з одним майданчиком, у велику компанію, оцінену більш ніж в $ 10 млрд.

## Цікаві факти
Дружина Неймана Ревекка — є одним із засновників WeWork та двоюрідною сестрою актриси Гвінет Пелтроу.

## В популярній культурі
В американському телесеріалі «Стартап, що зазнав краху» 2022 року Неймана зіграв актор Джаред Лето.